# デイヴ・アンド・アンセル・コリンズ
デイヴ・アンド・アンセル・コリンズ (Dave and Ansell Collins) は、ジャマイカのボーカリストのデイヴ・バーカー (Dave Barker) と、キーボード奏者のアンセル・コリンズ (Ansell Collins) の二人組。
彼らは、1960年代後半からリー・ペリーの元で仕事を始める。1971年、スカのシングル曲、『ダブル・バレル (Double Barrel)』を発表、同年3月にジャマイカとUKシングルチャートで1位、アメリカでもポップチャートの22位を獲得。しかし、当時のリスナーは、彼らのことをジャマイカ出身であることを知る人は少なかった。また、この曲は後の名ドラマー、スライ・ダンバーが初めて録音した曲でもある。流行に合わせて、続けざまにリリースされた「モンキー・スパナ (Monkey Spanner)」もヒット。彼らの出した曲のほとんどは、ウィンストン・ライリーが作曲していた。
その後、二人は別の道を歩むことになる。
デイブ・バーカーはリー・ペリーのスタジオ、ブラック・アークのセッション歌手として、いくつかのヒット曲を出す。現在はイギリスに渡りソロ歌手として活動している。
アンセル・コリンズはキーボード奏者として名を馳せる。アップセッターズ、ウィンストン・ライリー、ブラック・ユフル(Black Uhuru)、マイティ・ダイアモンズ(Mighty Diamonds)、バーリントン・レヴィ(Barrington Levy)、そしてジミー・クリフらと共に、長期間にわたり活躍し、1970年代から80年代にかけてのレゲエシーンを支えた。